# Dierama atrum
Dierama atrum är en irisväxtart som beskrevs av Nicholas Edward Brown. Dierama atrum ingår i släktet Dierama och familjen irisväxter. Inga underarter finns listade i Catalogue of Life.